# Clyde Wijnhard
Clyde Wijnhard (Paramaribo, 1 november 1973) is een Surinaams-Nederlandse voormalig profvoetballer die als aanvaller speelde.
Opgegroeid in Amsterdam, begon Clyde Wijnhard met voetballen bij Blauw Wit. Al op jonge leeftijd vertrok de talentvolle speler naar Ajax. Trainer Louis van Gaal zag ooit in Wijnhard de rechtsback van de toekomst. Toch had Wijnhard hier geen trek in en speelde liever in de frontlinies. Hij maakte zijn debuut op 24 januari 1993 in de thuiswedstrijd tegen SVV/Dordrecht '90 waar hij Stefan Pettersson verving en meteen scoorde. Na zijn debuut gemaakt te hebben in het eerste elftal werd Wijnhard in zijn tweede seizoen uitgeleend aan FC Groningen. Daar speelde hij een verdienstelijk seizoen. Terug bij Ajax kreeg de aanvaller geen kansen meer in het eerste elftal en vertrok naar RKC Waalwijk en Willem II waar hij zich een degelijke spits toonde. Het seizoen bij Willem II waarin hij veertien doelpunten maakte, zorgde voor buitenlandse interesse.
Toenmalig Premier League club Leeds United kocht de spits van Willem II voor een recordbedrag van 2 miljoen euro in de zomer van 1998. Wijnhard vertrok een seizoen later naar Huddersfield Town. Ook daar scoorde hij regelmatig. In september 2000 zorgde een auto-ongeluk voor een breekpunt in de voetbalcarrière van Wijnhard. Zijn revalidatie duurde achttien maanden. Na zijn herstel liep hij tal van clubs af. De meeste buitenlandse ervaring heeft hij opgedaan in Engeland met een tussenstop in Portugal bij SC Beira-Mar.
Zijn laatste profclub was Brentford FC uit de vierde Engelse divisie. Op 1 januari 2007 liep zijn drie maanden durende contract af. Hierna vestigde Wijnhard zich in Leeds en kwam nog uit voor amateurclubs Bramham FC en Shadwell FC. Hij gaf training in de jeugdopleiding van Leeds United en begon een bedrijf in milieuvriendelijke spullen.
Gedurende zijn carrière is Wijnhard meerdere malen uitgekomen voor de Suriprofs.